# خانه ملک‌زاده

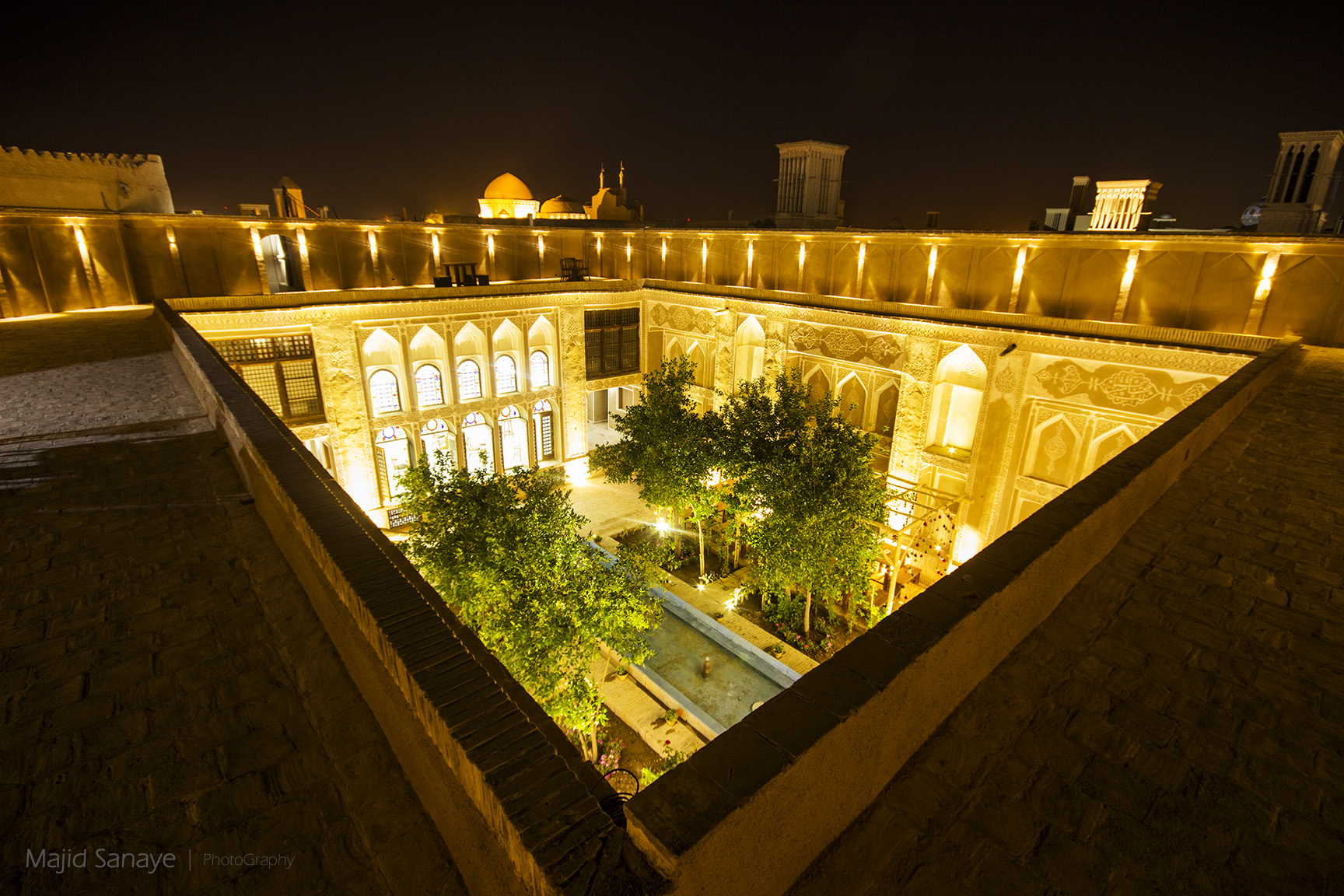

خانه ملک‌زاده مربوط به دوره قاجار است و در یزد، محله فهادان، نزدیک مسجدچهل محراب واقع شده و این اثر در تاریخ ۲۸ دی ۱۳۷۹ با شمارهٔ ثبت ۲۹۵۰ به‌عنوان یکی از آثار ملی ایران به ثبت رسیده است.